# Parapercis basimaculata
Parapercis basimaculata és una espècie de peix de la família dels pingüipèdids i de l'ordre dels perciformes.

## Etimologia
El seu nom específic, basimaculata, deriva dels mots llatins per basal i tacat (en referència als punts prominents i foscos que té a les aletes dorsal, anal, caudal i pectorals).

## Descripció
- Fa 7,8 cm de llargària màxima i presenta (en els exemplars preservats en alcohol) un color groguenc clar amb una gran taca de color marró fosc per sobre de l'opercle, 3 parells de petits punts marrons i foscos al dors, l'aleta caudal amb una sèrie vertical de 4 punts foscos i la part posterior de l'aleta anal amb 3 punts foscos. En vida, el seu color és marró vermellós clar tornant-se progressivament blanc cap a la zona ventral i mostra 5 franges amples de color marró vermellós fosc a tot el cos i una banda estreta de color marró vermellós entre cada parell de les franges amples abans esmentades. També té dues fileres longitudinals de punts vermells entre les franges (1 dorsal i l'altra ventral) i punts foscos a les aletes.
- 5 espines i 21 radis tous a l'aleta dorsal i 1 espina i 17 radis tous a l'anal. 18 radis a les aletes pectorals.
- Escates ctenoides al cos, les quals esdevenen cicloides a les àrees prepectorals i prepèlviques. Escates cicloides a les galtes (molt petites i sense imbricació en un gran nombre) i a l'opercle. 54 escates a la línia lateral.
- 30 vèrtebres.
- 4 parells de dents canines. Absència de dents palatines.
- Aleta caudal lleugerament arrodonida en la meitat ventral. Les aletes pèlviques a penes arriben a l'anus.
- Sembla estar estretament relacionat amb Parapercis flavolabiata, ja que totes dues espècies comparteixen denticions i coloracions similars.[3][5]

## Hàbitat i distribució geogràfica
És un peix marí, bentopelàgic (entre 40 i 70 m de fondària) i de clima temperat, el qual viu al Pacífic nord-occidental: les illes Ryukyu (incloent-hi Okinawa) al Japó.

## Observacions
És inofensiu per als humans.